# Piscine di Albaro
Lo stadio del nuoto di Genova - conosciuto localmente anche come piscine di Albaro e Piscina Marco Paganuzzi - è una struttura sportiva situata nel quartiere di Albaro, nel comune di Genova.

## Storia
Il complesso sportivo delle piscine di Albaro fu realizzato negli anni trenta del Novecento su progetto dell'ingegnere Paride Contri. Comprende una piscina olimpionica coperta con gradinate per il pubblico e tre piscine scoperte, di cui una destinata ai bambini, oltre ad una grande terrazza per cure elioterapiche, un salone per le feste e posti di ristoro. Il complesso è circondato da una pista per il pattinaggio. In epoca più recente si è aggiunta una piccola vasca di ambientamento neonatale, utilizzata anche per i corsi per gestanti e le attività di riabilitazione.
Inaugurato nell'ottobre del 1935, era all'epoca una delle più moderne strutture di questo tipo in Europa, espressamente studiata, come sottolineava la stampa del tempo, per favorire la formazione di nuovi atleti nella disciplina del nuoto. La sua struttura architettonica ottenne l'unanime favore della critica e fu un vanto per il regime fascista, per il quale la realizzazione di grandi strutture con finalità sociali costituiva in quel periodo un importante strumento di propaganda.
L'edificio, significativa espressione del razionalismo italiano, si caratterizza per le ampie vetrate in facciata, i due corpi laterali semicircolari e la torretta porta-antenna. All'interno della piscina coperta un mosaico in ceramica, opera dell'artista futurista Fillia. Le gradinate ai lati della vasca olimpionica potevano contenere 1.600 spettatori seduti e 3.000 in piedi.
Dichiarato inagibile fin dal 1992 è stato completamente ristrutturato a partire dal 2006, rispettandone sostanzialmente la struttura originaria, salvo la discussa sopraelevazione dei due corpi laterali. Il complesso ristrutturato è stato inaugurato il 20 marzo 2008.
Dall'anno 2015-2016 l'impianto interno è il luogo delle partite interne della squadra di pallanuoto del Quinto. 
Il 18 febbraio 2022, l'impianto interno è stato intitolato "Piscina Marco Paganuzzi", dal sindaco Marco Bucci, storico ex allenatore del Quinto, mancato nel 2018 all'età di 45 anni.

## Struttura
L'intera struttura è gestita dalla società privata Arena Albaro S.r.l., concessionaria del Comune di Genova, ed è composta da:
- Vasca olimpionica da 50x25 m (attiva 12 mesi con copertura pressostatica per la stagione invernale) utilizzata per tutte le attività agonistiche e per il nuoto libero.
- Vasca coperta da 33x21 m (con piattaforma per i tuffi 10 m, 2 trampolini da 1 m e 2 da 3 m.) per tutte le attività didattiche e per il nuoto libero.
- Vasca esterna da 33x21 m (con 1 trampolino da 1 m e 1 da 3 m) per tutte le attività didattiche e per il nuoto libero nella stagione estiva.
- Vasca esterna per bambini 25x15 m (con spiaggia degradante ad uso ludico) nella stagione estiva.
- Vasca esterna di ambientamento neonatale 7x4 m utilizzata anche per le attività propedeutiche alla scuola nuoto, corsi gestanti e riabilitazione nella stagione estiva.
- Palestra.
- Spa.
- Centro estetico e nutrizionale.
- Bar e ristoranti concessi in locazione a gestori privati.
- Uffici.

La società privata Piscine d'Albaro S.r.l., distinta da Arena Albaro S.r.l., è conduttrice delle piscine.